# Rodrigo Chao
Rodrigo Chao (Villa Bosch, Buenos Aires, Argentina, 13 de julio de 1987) es un futbolista argentino. Juega de defensor y su equipo actual es Real Pilar, club que milita en la Primera C, cuarta división del fútbol argentino para clubes directamente afiliados a la Asociación del Fútbol Argentino

## Clubes
| Club                  | País      | Año           | PJ  | Goles |
| --------------------- | --------- | ------------- | --- | ----- |
| Central Ballester     | Argentina | 2006 - 2007   | 23  | 2     |
| San Miguel            | Argentina | 2007 - 2009   | 44  | 2     |
| Justo José de Urquiza | Argentina | 2009 - 2010   | 25  | 1     |
| Acassuso              | Argentina | 2010 - 2017   | 211 | 5     |
| Tigre                 | Argentina | 2017 - 2018   | 0   | 0     |
| UAI Urquiza           | Argentina | 2018-2021     |     |       |
| San Miguel            | Argentina | 2021-2023     | 100 | 0     |
| Real Pilar            | Argentina | 2024-presente |     |       |